# Campo de concentración de Breitenau
El campo de concentración de Breitenau fue un campo de trabajo y de educación nazi fundado en junio de 1933 en Alemania. Estaba ubicado en Guxhagen, ca. 15 km al sur de Kassel y fue construido en torno al monasterio de Breitenau.

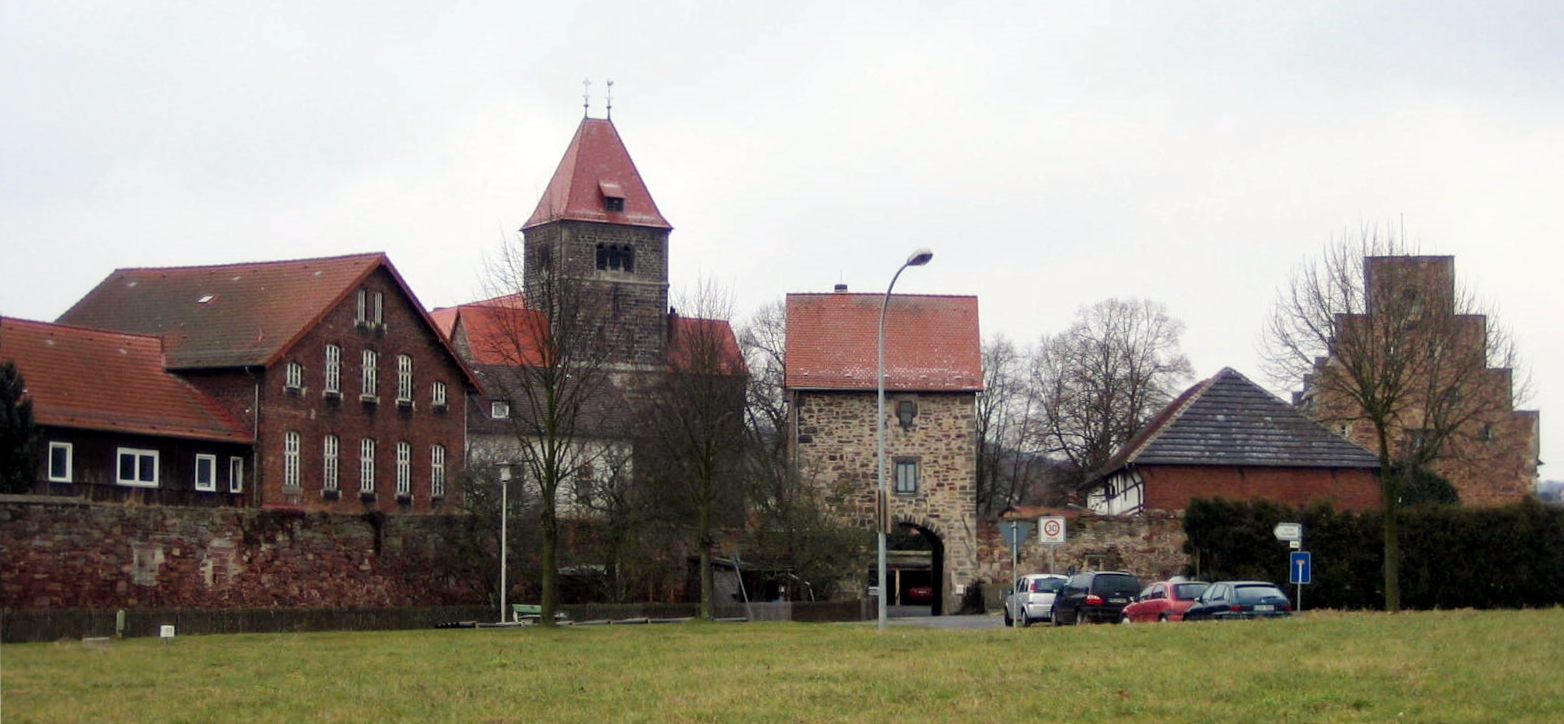
El monasterio sirvió de campo de concentración.

## Historia
La historia de Breitenau durante la época del nacionalsocialismo se divide en dos períodos: entre los años 1933 y 1934 y desde 1940 hasta el fin de la Segunda Guerra Mundial en 1945. A pesar del cambio de funciones, en ningún momento funcionó como campo de exterminio.
En un principio, Breitenau fue construida para ser una institución correccional, donde los reclusos aprendían a trabajar. Luego, se añadió al complejo un campo de concentración para prisioneros políticos. En 1934, los nazis decidieron clausurar las instalaciones de Breitenau. Pero, en 1940, Breitenau fue reabierta, pero esta vez únicamente como campo de concentración. Albergó un población estimada de 8.500 prisioneros, incluyendo algunos de los cuales habían sido originalmente colocados en el campo a inicios de los años 1930. El campo fue liberado en 1945.